# Dan dan kokoro hikareteku
„Dan dan kokoro hikareteku” (jap. DAN DAN 心魅かれてく) – czwarty singel japońskiego zespołu Field of View. Utwór znany jest głównie z sekwencji początkowej w popularnym anime - Dragon Ball GT. Singel został wydany, tylko w Japonii, 11 marca 1996. Na płycie oprócz tytułowej piosenki znajduje się również utwór Dear Old Days.
Na początku piosenka była miłosną balladą. Jednakże utwór został przetłumaczony na inne języki i zadecydowano dodać informacje związane z Dragon Ballem. Słowa do piosenki napisała lider zespołu Zard - Izumi Sakai, jednak Field of View nagrał i wydał singel jako pierwszy.

## Lista utworów
1. DAN DAN 心魅かれてく
DAN DAN Kokoro Hikarete ’ku
2. Dear Old Days
3. DAN DAN 心魅かれてく
DAN DAN Kokoro Hikarete ’ku (Karaoke)